# Ostslowakische Dialekte
Die ostslowakischen Dialekte (slowakisch východoslovenské nárečia, východoslovenský dialekt, východoslovenčina oder umgangssprachlich východniarčina) sind eine der drei großen Dialektgruppen der slowakischen Sprache.
Im Gegensatz zu den anderen Dialektgruppen des Slowakischen, den west- und mittelslowakischen Dialekten, wurden die ostslowakischen Dialekte niemals kodifiziert. Dennoch gab es im 19. und 20. Jahrhundert Versuche, die ostslowakischen Varietäten zu standardisieren. In den 1880er Jahren wurden zwei Zeitungen in den USA gegründet, die anfangs in einer ostslowakischen Mundart verfasst wurden: Slovák v Amerike („Slowake in Amerika“) und Amerikánsko-slovenské noviny („Amerikanisch-Slowakische Zeitung“); die erstgenannte besteht bis heute, wenngleich in slowakischer Standardsprache geschrieben. Während der kurzlebigen Slowakischen Räterepublik, welche im Sommer 1919 das südöstliche Drittel der heutigen Slowakei umfasste, wurde der ostslowakische Dialekt der Šariš-Region zur offiziellen Amtssprache erhoben.

## Verbreitung und Gliederung
Die ostslowakischen Dialekte werden hauptsächlich in der Ostslowakei gesprochen, grob mit den heutigen Verwaltungseinheiten Prešovský kraj und Košický kraj gleich. Ausnahme ist dabei der Okres Rožňava, dessen Dialekte zu mittelslowakischen Mundarten gezählt werden.
Die genaue Gliederung unterscheidet sich je nach Autor und Quelle, im Allgemeinen lässt sich jedoch das Ostslowakische in vier Hauptgruppen aufteilen, die zum größten Teil Grenzen der ehemaligen ungarischen Komitaten kopieren:
- Dialekte von Zips (slowakisch spišské nárečia) rund um Poprad, Spišská Nová Ves und Stará Ľubovňa, im Norden ist eine Überschneidung mit der goralischen Mundart deutlich; bis 1945 lagen sie in der Nachbarschaft der deutschen Dialekte (vgl. Zipserdeutsch)
- Dialekte von Šariš (slowakisch šarišské nárečia) rund um Prešov, mit Einflüssen des Russinischen
- Dialekte von Abov (slowakisch abovské nárečia) in Košice und Umgebung (Okres Košice-okolie), die gewisse Ähnlichkeiten mit dem Ungarischen aufweisen
- Dialekte von Zemplín (slowakisch zemplínske nárečia) rund um Trebišov, Michalovce und Humenné, im Nordosten gehen sie ins Russinische, im Süden in ungarische Dialekte über

Häufig werden noch Dialekte von Ung (slowakisch užské nárečia, nach dem ehemaligen Komitat Ung) rund um Sobrance und der sogenannte Soták-Dialekt (slowakisch sotácke nárečie, nach dem Ausdruck so, standardsprachlich čo, deutsch „was“) rund um Humenné und Snina angegeben.

## Merkmale
Im Gegensatz zu west- und mittelslowakischen Dialekten ist der Einfluss des Tschechischen geringer, mehr sind polnische und russinische/ukrainische Einflüsse spürbar. Insbesondere im Wortschatz sind die Mundarten zusätzlich vom Ungarischen und Rumänischen beeinflusst worden. Andererseits sind ostslowakische Dialekte ähnlicher den westslowakischen als den mittelslowakischen Mundarten.
Die ostslowakischen Dialekte weisen im Großen und Ganzen folgende Merkmale auf (nicht vollständig):
- Betonung wie im Polnischen auf der vorletzten, nicht wie standardsprachlich auf der ersten Silbe
- Vokale werden stets kurz ausgesprochen
- der Vokal ä ändert sich in ein e (z. B. standardsprachliche päť und mäso werden zu pejc und meso, auf Deutsch „fünf“ und „Fleisch“)
- der Vokal o in einigen Wörtern ändert sich in ein e (z. B. ovos, doska, statok werden zu oves, deska, statek, auf Deutsch „Hafer“, „Brett“, „Gut“)
- die Konsonanten n, l, s, z sind vor einem i immer, vor einem e manchmal palatalisiert, des Weiteren werden oft Diphthonge assimiliert
- die Konsonanten ť und ď sind mit kleinen Ausnahmen in c und dz geändert, deshalb ändert sich die Endung des Verbinfinitivs -ť in -c (z. B. standardsprachlich robiť wird zu robic, auf Deutsch „machen“)
- des Weiteren gibt es alveopalatale Frikative ś und ź, die in der Standardsprache nicht erhalten sind
- die Konsonanten l und r können im ostslowakischen Dialekt nicht silbenbildend sein (z. B. standardsprachliche krk und slnko werden zu kark und slunko, auf Deutsch „Hals“ und „Sonne“)
- insbesondere in Städten ändert sich der Digraph ch in h (z. B. standardsprachlich mucha wird zu muha, auf Deutsch „Fliege“)
- Deklination ist an mehreren Stellen unterschiedlich: im Genitiv und Lokativ Plural ist die Endung unabhängig vom Geschlecht immer -och, im Dativ Plural -om, im Instrumentalis Plural -ami usw.
- Grundzahlwörter haben bei Zahlen von fünf und höher keine besondere Form, wie es standardsprachlich nötig wäre (z. B. päť kráv und desať korún wird zu pejc kravi und dześec koruni)
- reflexive Verben können insbesondere in der Vergangenheit in Personalpronomen umgewandelt werden, ähnlich wie beim Russischen (z. B. mi tu śedzeľi anstelle von my sme tu sedeli, deutsch „wir saßen hier“ oder ja hladni anstelle von som hladný, deutsch „ich habe Hunger“)

Charakteristische Ausdrücke sind unter anderen barz (slow. veľmi, deutsch „sehr“), ľem (slow. len, deutsch „nur“), trimac (slow. držať, deutsch „halten“), ta (slow. nuž, deutsch „na“) oder choľem (slow. aspoň, deutsch „wenigstens“).

## Textbeispiel
Beispiel eines Textes im ostslowakischen Dialekt (Kapušany in der Landschaft Šariš)
Buľi raz dvojo kmotrove, co furt vjedno chodziľi na jurmaki. Raz tiž tak išľi z jurmaku a našľi gvera. Ta znace, že ešči ftedi ľudze tak ňechirovali o gveroch, ňebulo teľo vojakoch. Išľi tak popod ľešik a naraz jeden zbačil gver a takoj ku ňemu ucekal… Ten druhi še tiž mocno zradoval, ta vžaľi totu fujaru a hutorili sebe: "Kmotre, ja budzem do ňej duc a ti budzeš prebirac". Ta začaľi vera ľudze tote dvomi hrac. Jeden kmoter pocahnul za kohucik, kuľka utrafila do druheho kmotra, co prebiral a ten še takoj prevracil umarti na žem.
Entsprechung auf Slowakisch
Boli raz dvaja kmotrovia, ktorí stále spolu chodili na jarmoky. Raz tiež tak vyšli z jarmoku a našli pušku. To viete, že vtedy ešte ľudia tak nechyrovali o puškách, nebolo toľko vojakov. Išli tak popod lesík a jeden zazrel pušku a hneď k nej utekal. Ten druhý sa tiež silno zaradoval, tak vzali fujaru a hovorili si: „Kmotor, ja budem do nej fúkať a ty budeš preberať. Tak začali veru tí dvaja hrať. Jeden kmotor potiahol za kohútik, guľka trafila druhého kmotra, ktorý preberal, a ten sa prevrátil mŕtvy na zem.“